# Castiarina terraereginae
Castiarina terraereginae es una especie de escarabajo del género Castiarina, familia Buprestidae. Fue descrita científicamente por Blackburn en 1893.